# 1797 у Миколаєві
| Роки в Миколаєві 1789 • 1790 • 1791 • 1792 • 1793 • 1794 • 1795 • 1796 • 1797 • 1798 • 1799 • → Див. також: XIX століття |

1797 у Миколаєві — список важливих подій, що відбулись у 1797 році в Миколаєві. Також подано перелік відомих осіб, пов'язаних з містом, що народились або померли цього року.

## Події

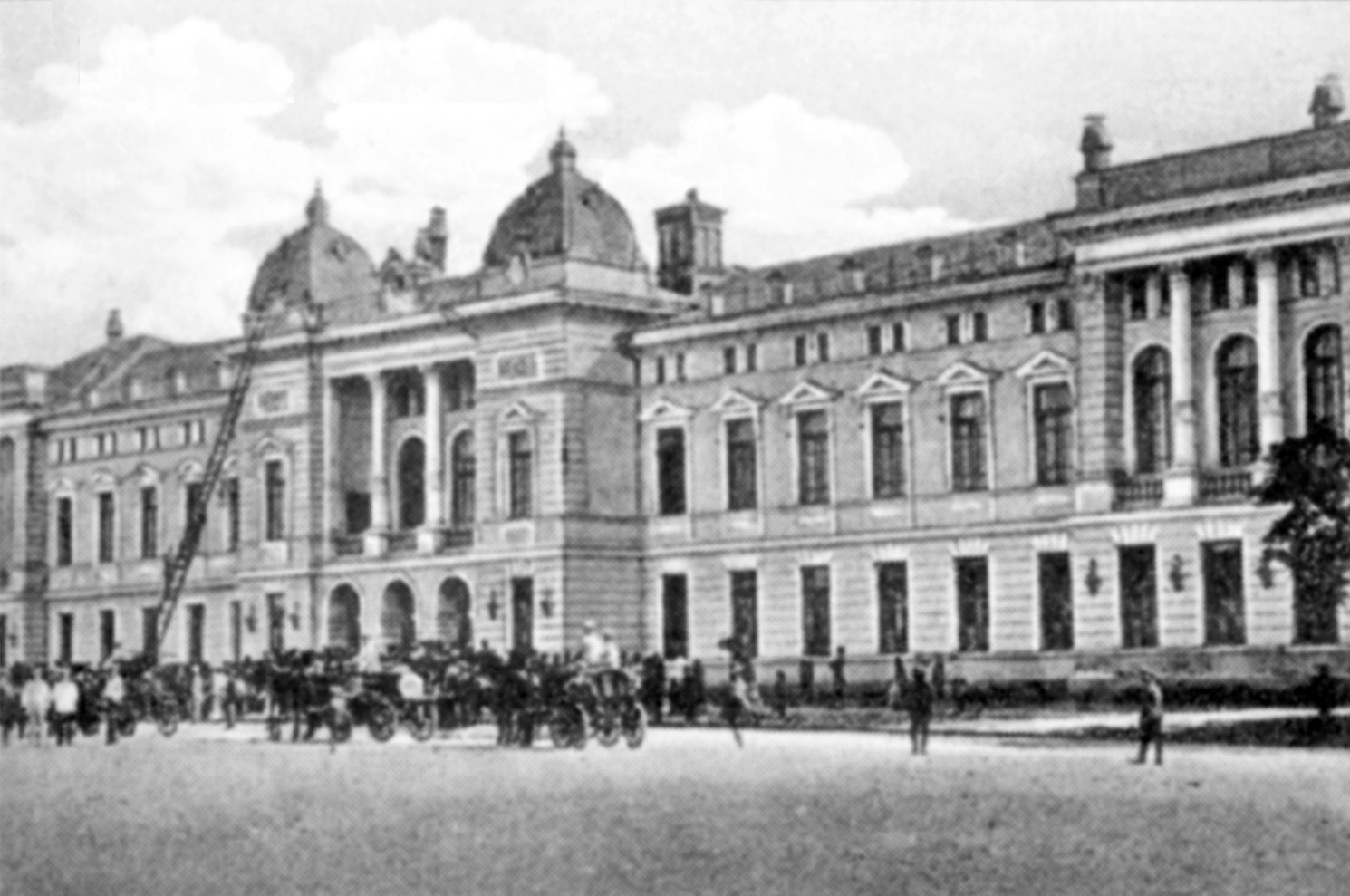
Миколаївська міська дума

- 8 листопада в Миколаєві засновано міську ратушу, бургомістрами були обрані купці другої гільдії Іван Диков та Григорій Четвериков[1].
- 16 грудня члени Миколаївської ратуші отримали дозвіл імператора обрати у Миколаєві міську шестиголосну думу та словесний суд. Вибори відбулися 7-8 січня 1798[2].
- Миколаїв приписаний до Новоросійської губернії[3].
- Почалося будівництво Богоявленського фонтану: проєкт купальні та фонтану джерела розробив Іван Старов. Оздоблений чавуном фонтан розподіляв воду в чотири труби, через які струмінь падав у спеціальні чаші. Над фонтаном було встановлено циліндр близько трьох метрів, на якому розташовувалися 4 великих і 12 малих сюжетів на біблійні теми, виконані в техніці гарячої емалі. Вінчала трубу чавунна кришка, нагорі якої була куля з хрестом[4].
- Споруджений перший об'єкт міської каналізації — міська канава, що будувався полоненими турками та каторжниками під керівництвом капітана-інженера Горохова з 1795 року. Канава пролягала найнижчим місцем у місті — вздовж вулиці Міщанської, вздовж якої також протікав рукав дельти Інгула. Канава охороняла місто під час злив від затоплення. Згодом канава отримала назву — Міщанська[5].